# Kostel svatého Jana Nepomuckého (Podolí)
Kostel svatého Jana Nepomuckého je novorománský římskokatolický chrám v obci Podolí v okrese Brno-venkov. Od roku 1992 je chráněn jako kulturní památka České republiky. Je farním kostelem podolské farnosti.

## Historie
Kostel v Podolí byl postaven podle plánů Václava Dvořáka a Karla Welzla, profesorů české průmyslové školy v Brně, v letech 1896–1899, přičemž základní kámen byl posvěcen 23. srpna 1896 šlapanickým farářem Janem Hudcem. Samotný kostel byl vysvěcen 7. května 1899 za přítomnosti brněnského biskupa Františka Saleského Bauera.
Šlo o tzv. jubilejní kostel, postavený u příležitosti 50. výročí panování Františka Josefa I. Oltář kostelu daroval světitel, biskup Bauer, varhany prelát František Zeibert.
V 70. letech 20. století byl kostel liturgicky upraven. Rovněž byly vytvořeny nové okenní vitráže. Realizaci provedl výtvarník Ludvík Kolek.